# Ithkyemamits
Ithkyemamits, pleme ili banda dvojbene jezične pripadnosti, činučke ili šahaptinske, koje je desetih godina 19. stoljeća (1812.) živjelo na rijeci Columbia, u okrugu Klickitat, Washington, nasupriot The Dallesa. 
Nazivani su i Iltte-Kai-Mamits (Stuart u Nouv. Ann. Voy., XII, 26, 1821.) Njihova populacija procjenjena je u to vrijeme na oko 600.